# Tibong
Tibong és un cràter sobre la superfície del planeta nan Ceres, situat amb el sistema de coordenades planetocèntriques a -27.63 ° de latitud nord i 354.64 ° de longitud est. Fa un diàmetre de 36 km. El nom va ser fet oficial per la UAI el 15 d'octubre del 2015 i fa referència a Tibong, esperit dolent que roba i devora les rialles de la cultura dels bidayuh.